# Abdolreza Zarei
Abdolreza Zarei (arabisch عبدالرضا زارعی; * 21. Januar 1996 in Schiras) ist ein iranischer Fußballspieler.

## Karriere
Abdolreza Zarei erlernte das Fußballspielen in der Jugendmannschaft von Fajr Sepasi im iranischen Schiras. Hier unterschrieb er auch am 1. Juli 2013 seinen ersten Vertrag. Von 2016 bis August 2021 spielte er bei den iranischen Vereinen Siah Jamegan FC, Foolad FC, FC Iranjavan Bushehr, Foolad Novin, Baadraan Teheran FC und Arman Gohar Sirjan FC. Am 1. September 2021 ging er nach Asien. Hier unterschrieb er in Thailand einen Vertrag beim Ubon Kruanapat FC. Mit dem Verein aus Ubon Ratchathani spielte er in der dritten Liga, der Thai League 3. Mit Ubon trat er in der North/Eastern Region der Liga. Für Ubon absolvierte er zehn Drittligaspiele. Zur Rückrunde 2021/22 wechselte er im Januar 2022 zum Zweitligisten Customs Ladkrabang United FC. Sein Zweitligadebüt bei dem Verein aus der Hauptstadt Bangkok gab er am 8. Januar 2022 (18. Spieltag) im Auswärtsspiel gegen den Lamphun Warriors FC. Hier wurde er in der 87. Minute für Nantawat Suankaew eingewechselt. Die Warriors gewannen das Spiel 2:0. Insgesamt bestritt er 16 Zweitligaspiele für die Customs. Im August 2022 verpflichtete ihn der ebenfalls in der zweiten Liga spielenden Nakhon Pathom United FC. Für den Klub aus Nakhon Pathom bestritt der Iraner zehn Zweitligaspiele. Nach der Hinrunde wurde sein Vertrag im Dezember 2022 nicht verlängert. Februar 2023 kehrte er in den Iran zurück. Hier spielte er bis zum Sommer 2024 für die unterklassigen Vereine Arman Gohar Sirjan und Foolad Novin. Im Juli 2024 ging er wieder nach Thailand. Hier unterschrieb er im Seebad Pattaya einen Vertrag beim Zweitligisten Pattaya United FC. Am Ende der Saison 2024/25 belegte er mit Pattaya den 16. Tabellenplatz und musste somit in die dritte Liga absteigen. Im Sommer 2025 wurde sein Vertrag nicht verlängert. Im Juli 2025 nahm ihn der Drittligist BFB Pattaya City unter Vertrag. Mit dem Verein spielt er in der Eastern Region der Liga.